# Савез хокеја на леду Новог Зеланда
Савез хокеја на леду Новог Зеланда, НЗИХФ (енгл. New Zealand Ice Hockey Federation, NZIHF) кровна је спортска организација задужена за професионални и аматерски хокеј на леду на подручју Новог Зеланда.
Савез је пуноправни члан Међународне хокејашке федерације (ИИХФ) од 2. маја 1977. године. Пре оснивања националне хокејашке асоцијације 13. јуна 1986. бригу о хокејашком спорту у земљи водила је Аматерска хокејашка федерација Н. Зеланда. 
Седиште Савеза налази се у граду Окланду.

## Историја и такмичења
Хокеј на леду на Новом Зеланду по први пут почиње да се игра током 1930-их година на Јужном Острву. Играло се на залеђеним површинама језера и река. Први турнир у земљи организован је 1937. у насељу Опава јужно од Крајстчерча, а победничка екипа освојила је трофеј назван Еревон куп (енгл. Erewhon Cup). Турнир је постао традиционалан и организовао се сваке године. Убрзо је основана и Новозеландска федерација спортова на леду (енгл. New Zealand Ice Skating Association).
До интензивнијег напретка хокејашког спорта долази тек након оснивања Новозеландске хокејашке федерације 1986. године, а већ наредне године сениорска репрезентација је дебитовала на светском првенству дивизије Д одржаном у Перту. Први сусрет репрезентација је одиграла против селекције Јужне Кореје и изгубила са 2:35. Новозеланђани су и власници неславног рекорда као селекција која је доживела најубедљивији пораз на неком од светских првенстава у историји, пошто су у својој другој утакмици у историји изгубили од селекције Аустралије са 0:58.
На међународној сцену такмиче се и селекције у млађим узрасним категоријама (до 18 и до 20 година), те женска сениорска репрезентација. 
Најважније клупско такмичење у земљи је национална лига у којој учествује 5 тимова, и која је аматерског карактера. 

## Савез у бројкама
Према подацима ИИХФ из 2013. на подручју под ингеренцијом новозеландског савеза регистровано је укупно 1.277 активних играча, односно 849 у сениорској (665 мушкараца и 184 жена) и 428 у јуниорској конкуренцији. Судијску лиценцу поседовало је 60 арбитара. 
Хокејашку инфраструктуру чини 6 затворених и 3 отворена терена стандардних димензија. 